# Larry Drew
Larry Donnel Drew (* 2. April 1958 in Kansas City, Kansas) ist ein ehemaliger US-amerikanischer Basketballspieler und heutiger Co-Trainer der Cleveland Cavaliers in der NBA.
Drew spielte in seiner Karriere in 10 NBA-Saisons sowie eine Saison in Italien. Seine beste Spielzeit war die Saison 1982/83, in der er rund 20 Punkte und 8 Assists pro Spiel verzeichnete. Nach seiner Karriere fungierte er bei verschiedenen Klubs als Assistenztrainer, bevor er in der Saison 2010/11 Cheftrainer der Atlanta Hawks wurde.
2013 lief sein Vertrag bei den Hawks aus und er wurde von den Milwaukee Bucks verpflichtet, die seine insgesamt achte NBA-Station sind. Zur Saison 2014/2015 wurde Drew von den neuen Eigentümern der Bucks von seinen Aufgaben entbunden. Er ist seit der Saison 2014/2015 Co-Trainer bei den Cleveland Cavaliers. Am 6. November 2018 wurde Drew nach einem Saisonstart von 0 Siegen und 6 Niederlagen zum Nachfolger von Tyronn Lue ernannt.

## Erfolge
- 2016: NBA Champion